# Отчерцов, Валерий Георгиевич
Валерий Георгиевич Отчерцов — советский хозяйственный, государственный и политический деятель.

## Биография
Родился в 1945 году в Киренске. Член КПСС.
С 1969 года — на хозяйственной, общественной и политической работе. В 1969—1996 гг. — рабочий, техник, старший техник, инженер-конструктор Ижевского мотозавода Министерства общего машиностроения, освобождённый секретарь комитета комсомола Ижевского мотозавода, первый секретарь Ижевского горкома ВЛКСМ, инструктор ЦК ВЛКСМ, второй секретарь ЦК ЛКСМ Туркменистана, заместитель заведующего отделом науки ЦК КП Туркменистана, второй секретарь Ашхабадского горкома КП Туркменистана, заведующий отделом организационно-партийной и кадровой работы ЦК КП Туркменистана. Заместитель Председателя Верховного Совета Туркменистана.
Избирался депутатом Верховного Совета Туркменской ССР 9-11-го созывов, народным депутатом Туркменистана (1990—1995).
В конце 90-х переехал в Москву, где возглавил компанию «Итера». Ушёл на пенсию в конце 2000 года.
Умер 20 февраля 2021 года в Москве на 76 году жизни.

## Награды
- Медаль Франциска Скорины (7 ноября 2002, Белоруссия) — за значительный вклад в развитие экономических связей, укрепление дружбы и сотрудничества между народами Беларуси и России[3]
- Орден «Звезда Президента» (Туркменистан)
- Медаль «Гайрат» (Туркменистан)
- Медаль «Дружба» (Монголия)
- Орден Дружбы народов
- Орден «Знак Почёта»
- Орден Преподобного Сергия Радонежского III степени (РПЦ)
- Лауреат Главной бизнес-премии России «Дарин»[4]